# Fanellhorn
Fanellhorn är en bergstopp i Schweiz. Den ligger i regionen Surselva och kantonen Graubünden, i den sydöstra delen av landet. Toppen på Fanellhorn är 3 124 meter över havet.
Den högsta punkten i närheten är Güferhorn, 3 383 meter över havet, 6,5 km sydväst om Fanellhorn.
Trakten runt Fanellhorn består i huvudsak av kala bergstoppar.